# موسی ترائوره (بازیکن فوتبال، زاده ۱۹۷۱)
موسی ترائوره (انگلیسی: Moussa Traoré؛ زادهٔ ۲۵ دسامبر ۱۹۷۱) بازیکن فوتبال اهل ساحل عاج بود.
از باشگاه‌هایی که در آن بازی کرده است می‌توان به باشگاه فوتبال رن، باشگاه فوتبال المپیک آلس، و باشگاه فوتبال آنژه اشاره کرد.
وی همچنین در تیم‌های ملی فوتبال زیر ۱۷ سال ساحل عاج و ساحل عاج بازی کرده است.